# Lakewood (Ohio)
Lakewood es una ciudad ubicada en el condado de Cuyahoga en el estado estadounidense de Ohio. En el Censo de 2010 tenía una población de 52131 habitantes y una densidad poblacional de 3.007,3 personas por km².

## Geografía
Lakewood se encuentra ubicada en las coordenadas 41°29′2″N 81°48′6″O / 41.48389, -81.80167. Según la Oficina del Censo de los Estados Unidos, Lakewood tiene una superficie total de 17.33 km², de la cual 14.33 km² corresponden a tierra firme y (17.32%) 3 km² es agua.

## Demografía
Según el censo de 2010, había 52131 personas residiendo en Lakewood. La densidad de población era de 3.007,3 hab./km². De los 52131 habitantes, Lakewood estaba compuesto por el 87.47% blancos, el 6.41% eran afroamericanos, el 0.29% eran amerindios, el 1.9% eran asiáticos, el 0.02% eran isleños del Pacífico, el 1.26% eran de otras razas y el 2.67% pertenecían a dos o más razas. Del total de la población el 4.12% eran hispanos o latinos de cualquier raza.